# Pycnarmon tylostegalis
Pycnarmon tylostegalis là một loài bướm đêm trong họ Crambidae.